# カルミデス
『カルミデス』（カルミデース、希: Χαρμίδης、英: Charmides）とは、プラトンの初期対話篇の1つ、またその中の登場人物。副題は「節制について」。

## 構成

### 登場人物
- ソクラテス - 37歳頃。
- カルミデス（カルミデース）[2] - 美少年。15歳頃。
- クリティアス[3] - 28歳頃。
- カイレポン[4] - ソクラテスの旧友かつ熱烈な信奉者。

### 時代・場面設定
ソクラテスがポティダイアの戦い（紀元前432年）の戦場からアテナイへと帰還した日の翌日、ソクラテスはいつものように青年たちのいるいくつかの体育場などを見て回り、アクロポリスの南にあったバシレ（女王）神殿の正面にある、タウレアスの体育場（パライストラ）に立ち寄った場面から、話は始まる。
そこではカイレポンやクリティアス等に迎えられ、戦場話の質問攻めに合うが、続いてソクラテスが青年たちの近況を尋ねると、クリティアスは成長したいとこで美少年のカルミデスを彼に紹介する。ソクラテスはその容姿端麗の評判を聞き、魂の吟味もしてみたいと思う。彼らはカルデミスが頭痛を患っているのにかこつけて、医者が来たと言って彼を呼び出させる。
ソクラテスはカルミデスに、戦場であるトラキア人から頭痛薬としてある植物を教えてもらったが、彼曰く「身体の病は魂が原因となっており、魂を善くする唱えごと、すなわち美しい言論によって、「節制（思慮の健全さ）」が魂にそなわることがなければ、その薬の効用は無い」というので、まずはその治療をさせてもらいたいと述べる。
こうしてソクラテスによるカルミデスへの問答が開始される。

### 特徴
本篇は『リュシス』と同じく、かつての対話をソクラテスが読者に語るという体裁を採っており、純粋な対話篇（ダイアローグ）と異なり、解説（ナレーション）がかなりの比重を占める。
また本篇は、初期対話篇に頻出する、論題に結論が出ず行き詰まったまま問答が終わる、いわゆる「アポリア的対話篇」の1つでもある。

## 内容
ソクラテスとカルミデスは、「節制（思慮の健全さ）」について問答を行う。途中から、カルミデスに代わってクリティアスが、ソクラテスと問答を行うが、結局、「節制（思慮の健全さ）」についての結論は出ない。
最後にカルミデスが、ソクラテスの教えを受け続けることを約束して話は終わる。
原典には章の区分は無いが、慣用的には24の章に分けられている。以下、それを元に、各章の概要を記す。

### 導入
- 1. 前日ポティダイアの戦いから帰還したばかりのソクラテスは、早速いつものように各所の体育場を見て回り、アクロポリスの南にあったバシレ（女王）神殿の正面にある、タウレアスの体育場（パライストラ）にも立ち寄る。そこでは、カイレポン、クリティアスらに迎えられ、戦場話の質問攻めにあう。
- 2. 代わってソクラテスが青年達の近況を問う。クリティアスはもうすぐここにやって来る従兄弟の青年カルミデスが美しいと評判だと述べる。
- 3. 体育場に入ってきたカルミデスの容姿端麗に驚いたソクラテスは、その魂（精神）の吟味もしてみたいと考える。ソクラテスらは、カルミデスが頭痛を患っているのにかこつけて医者を紹介したいと言って彼をこちらに呼ぶ。
- 4. やって来たカルミデスに、ソクラテスは自分が知っている頭痛の薬は、唱えごとをしながら用いないと効果が無いと言う。
- 5. ソクラテスは、その唱えごととは「美しい言論」であり、それによって「節制（思慮の健全さ）」が備わることが無ければ、薬の効果は無いと言う。
- 6. クリティアスは、カルミデスが容姿だけでなく「節制（思慮の健全さ）」においても青年の中で卓越していると述べる。ソクラテスはカルミデスと問答を始める。

### 「節制（思慮の健全さ）」についての問答

#### 「一種のもの静かさ」
- 7. ソクラテスは「節制（思慮の健全さ）」とは何であるか問う。カルミデスは少し考えて「一種のもの静かさ」であると答える。ソクラテスは、「節制（思慮の健全さ）」が見事なことであることを確認しつつ、読み書き、キタラ (琴) 演奏、相撲、拳闘、パンクラティオン、競争、跳躍などでは、「速さ・鋭さ」の方が「静かさ」より見事であると指摘。カルミデスも認める。こうして先の定義は退けられた。

#### 「恥を知る心」
- 8. 再びソクラテスに「節制（思慮の健全さ）」とは何であるか問われ、カルミデスは熟慮の結果「恥を知る心」であると答える。ソクラテスは、「節制（思慮の健全さ）」が善いことであることを確認しつつ、ホメロス『オデュッセイア』の一節である「恥を知る心も、困窮者（乞食）には、善からぬ友」[6]を引き合いに出し、「恥を知る心」は必ずしも善いこととは限らないと指摘。こうして2つ目の定義も退けられた。

#### 「自分のことだけをする (余分なことはしない) こと」
- 9. カルミデスは、ある人（クリティアス）に聞いた話として、「節制（思慮の健全さ）」とは「自分のことだけをする (余分なことはしない) こと」という考えを提示する。ソクラテスは、それを「自分一人に関することのみを行うこと」と解釈した上で、それでは、読み書き、医療、建築、機織り、法律・国家といった他者と関わる人間社会の営みは成り立たなくなると指摘。カルミデスも認め、その話をした当人も自分の言っていることを分ってないのではないかと指摘する。

##### 「美しくて利益になるようなものだけを作ること」
- 10. その話をした当人であるクリティアスが激昂して、二人の問答に割り込む。先の話を引き継ぎつつ、ソクラテスとクリティアスの問答が始まる。クリティアスは、ヘシオドス『仕事と日々』の一節[7]を引用しつつ、「する」とは「美しくて利益になるようなものを作ること」であり、「自分自身のこと」とは「美しくて利益になること」（「利益にならない有害なこと」は「よそごと」）であるという規定を導入し、「節制（思慮の健全さ）」としての「自分のことだけをすること」とは、「美しくて利益になるようなものだけを作ること」であると再定義する。
- 11. ソクラテスは、その「美しくて利益になるようなもの（こと）だけを作る（する）こと」という意味での「節制（思慮の健全さ）」を持ち合わせながら、そのことに無自覚である者がいるか問う。クリティアスは否定する。ソクラテス、医者やその他の専門家は、自分の行為の結果を知り尽くしているのか問うと、クリティアスは必ずしもそうではないと言う。ソクラテスは、それでは場合によっては、「利益になることをした」（「節制（思慮の健全さ）」を持ち合わせていた）のにもかかわらず、それに無自覚なこともあると指摘する。クリティアスも認める。

##### 「自分自身を知ること」
- 12. クリティアスは、先程の定義の不完全さを認めつつも、自分は、「節制（思慮の健全さ）」とは「自分自身を知ること」だと言いたかったのだと述べる。
- 13. ソクラテスは、「節制（思慮の健全さ）」が「自分自身についての知」であるとしたら、「健康についての知」であり「健康」をもたらしてくれる「医術」、「建築についての知」であり「家」をもたらしてくれる「建築術」のように、どんな美しい仕事を我々にもたらしてくれるのか問う。クリティアスは、「節制（思慮の健全さ）」はそうした具体的な技術知ではなく、計算・幾何学のように仕事の対象・範囲を特定できない技術知だと述べる。ソクラテスは、それでは「計算」技術知が「奇数・偶数の数量的関係」という「技術それ自体とは異なる対象」に対する知であるように、あるいは、「秤量」技術知が「軽重」という「技術それ自体とは異なる対象」に対する知であるように、「節制（思慮の健全さ）」という技術知は、「節制（思慮の健全さ）」自体と異なる何についての知なのか問う。
- 14. クリティアスは、「節制（思慮の健全さ）」は他の技術知と異なり、他の色々なものに対する知であると同時に、それ自身についての知でもあると述べる。

##### 「唯一それ自身についての知であり、他の色々な知についての知」
- 15. 再度クリティアスは、「節制（思慮の健全さ）」とは、他の技術知と異なり、「唯一それ自身についての知であり、他の色々な知についての知でもある」と述べる。ソクラテスは、それでは「節制（思慮の健全さ）」とは、「無知に対する知」でもあり、「節制（思慮の健全さ）」を持っている人は、自身や他人が「何を知り、何を知らないか」を考察できると指摘する。クリティアスも同意する。

###### 「知の知」と「無知の知」
ソクラテスは、それでは、1「知っていることを知ること（知の知）や、知らないことを知ること（無知の知）は、可能なのかどうか」、2「それが可能だとして、我々がそれを知ってどんな利益があるのか」の2点を、考察しなくてはならないと述べる。クリティアスも同意する。
- 16. しかしソクラテスは、上記1が可能かについては懐疑を差し挟む。
- 17. ソクラテスは、上記1は仮に可能だと承認した上で、とりあえず話を進めることを提案。話を戻して、「「何を知り、何を知らないか」を、知ること」が、「自分自身を知る」ことであり、「節制（思慮の健全さ）」を持つことであるという主張を考察開始。ソクラテスは、「何を知っているかを知ること」（知の知）と、「何を知らないかを知ること」（無知の知）が、同じであるか疑問を呈す。
「健康」は「医術」によって、「正しさ」は「政治術」によって、「音の調子」は「音楽術」によって、「建築」は「建築術」によって知られるのであって、「節制（思慮の健全さ）」によって知られるわけではない。個々の技術知を知らなければ、その対象を知ることはできないし、自分が何を知っているかも判断できない。
- 18. ソクラテスは、したがって「節制（思慮の健全さ）」は、「「何を知り、何を知らないか」を、知ること」ではなく、ただ単に、「「知っているか、知らないか」を、知るだけのもの」に過ぎないことになる。例えば、ある医者が医術に属する事柄を知っているのか、知ったかぶりをしているだけなのか、それを区別することすらできない。クリティアスは同意する。

###### 「節制（思慮の健全さ）」の利益
- 19. ソクラテスは、そうだとすると「節制（思慮の健全さ）」によって我々はどのような利益を引き出すことができるのか問う。自分達は「節制（思慮の健全さ）」を誇大視し、法外な得を求めていたのだろうか。クリティアスは同意する。
- 20. ソクラテスは、そもそも「節制（思慮の健全さ）」は、自分達が当初仮定してようなものであったとしても、自分達の利益にはならないものかもしれないと指摘する。「節制（思慮の健全さ）」は、家政や国制を指導する場合に大いに善いことだと同意したが、それは間違いだったと述べる。クリティアスはどういうことか問う。

###### 「幸福」と「善悪についての知」
- 21. ソクラテスは、「節制（思慮の健全さ）」が、自分達が当初仮定したようなものだったとして、我々がそれを身につければ、人類はより知的・合理的に生きていけるようになるだろう、しかし、それで果たして幸福になるかどうかは疑問だと述べる。
- 22. クリティアスは、しかし「知に従って生きる」ことを軽蔑して何かうまく行くことを考えても容易ではないと述べる。ソクラテスは、その「知に従う」というのは、いかなる知に従うことなのか問う。最も幸福に貢献する知は何なのか。クリティアスは、それは「善悪についての知」であると言う。ソクラテスは、「節制（思慮の健全さ）」はそれとも別ものであり、結局、「節制（思慮の健全さ）」は我々人類の利益にはならないと指摘する。クリティアスも同意する。

### 終幕
- 23. ソクラテスは、こうした結論に至ってしまったのは、自分達の探求能力の未熟さのせいだと述べる。「節制（思慮の健全さ）」という名を与えられた存在を見つけ出すだけの力が自分達には無かったと。ソクラテスはカルデミスに対し、自分達の今回の問答はこんなことになってしまったが、自分が「節制（思慮の健全さ）」を持っているか、唱えごとを必要としないか判断してみてくれと述べる。
- 24. カルミデスは、ソクラテスとクリティアスの二人でさえ「節制（思慮の健全さ）」を見つけられなかったのだから、自分は知りようもないと述べる。そして、これからもソクラテスの唱えごとが自分には必要だと述べる。それを聞いて、クリティアスは、カルミデスが「節制（思慮の健全さ）」を持ち合わせていることを示してくれたと褒める。後見人であるクリティアスにも勧められ、カルミデスは今日からソクラテスにつきまとうことに決める。ソクラテスはカルミデスに要請されたら断れないと受け入れる。

## 論点

### 「節制（思慮の健全さ）」
本篇では、「節制（思慮の健全さ）」という概念の明確化を巡って、少年カルミデスと青年クリティアスを相手に、ソクラテスによる執拗な追及・問答が繰り広げられる。
作中、「節制（思慮の健全さ）」の定義として、
- 「一種のもの静かさ」 （← ソクラテス「「速さ・鋭さ」の方が「静かさ」より見事」）
- 「恥を知る心」 （← ソクラテス「「恥を知る心」は必ずしも善いこととは限らない」）
- 「自分のことだけをする (余分なことをしない) こと」 （← ソクラテス「社会的営みが成り立たなくなる」）
  - 「美しくて利益になるようなものだけを作ること」 （← ソクラテス「思慮の健全さのはずなのに、それでは無自覚なこともある」）
  - 「自分自身を知ること」 （← ソクラテス「それ自体と異なる何についての知なのか」）
    - 「唯一それ自身についての知であり、他の色々な知についての知」 （← ソクラテス「単に、「「知っているか、知らないか」を、知るだけのもの」に過ぎない」）

等が提示されるが、ソクラテスの執拗な追及によって、ことごとく提示された諸定義の欠陥が顕にされ、堂々巡り・行き詰まり（アポリア）に陥ってしまう。

保守的な人々によって好まれ、伝統的に主要な徳目（枢要徳）の1つとして扱われてきた「節制（思慮の健全さ）」だが、プラトンはこの概念が、「善・悪を見分ける知識」と一緒になって初めて機能する概念であることを、ソクラテスの問答を通して論証している。こうした、徳目をめぐる議論・問答によって、究極的に重要なのは「善・悪を見分ける知識」であると明らかにされる、という構成は、初期のアポリア的対話篇に共通する特徴である。
なお、この「節制（思慮の健全さ）」は、
- 本篇『カルミデス』のように、「無知の知」を生み出すものとして言及される。
- 『ゴルギアス』や『国家』のように、「正義」と共に「秩序・調和」をもたらすものとして扱われる。
- 『パイドロス』や『政治家』のように、「（真・善・美を欲求するエロース的な）狂気」や「勇気」と対比され、「賢明さ (見方によっては、消極性/奴隷根性)」や「慎重さ・穏健さ」を生み出すものとして扱われる。

など、多彩な顔を持つが、いずれの場合も補助的な性格が強い。
(※「節制」と「正義」の近しい関係については、下述する「自分のことだけをする (余分なことはしない) こと」の項目を参照。)
ちなみに、本篇と同様に、「節制（思慮の健全さ）」と「無知の知」について扱った作品としては、真偽の論争がある『アルキビアデスI』『アルキビアデスII』がある。

### 「幸福」と「善悪についての知識」
本篇の末尾では、ソクラテスが単に知的に生きることが幸福につながるのか疑問を呈し、「善悪についての知」があってはじめて幸福になるとも指摘する。

### 「自分のことだけをする (余分なことはしない) こと」
ちなみに、本篇の途中でクリティアスの説として、「節制（思慮の健全さ）」の定義の1つとして持ち出され否定されている、「自分のことだけをする（余分なことはしない）こと」という規定は、「自分自身を知ること」と共に、後期対話篇『ティマイオス』内（72A）で「昔からの諺」の一部として言及されている。（「自分自身のことを行い、自分自身を知ることは、節度あるものにのみふさわしい」という昔からの諺は、至言である。）
また、中期対話篇『国家』第4巻（433A-B）では、この「自分のことだけをすること」が、「正義」の「正しい定義」として言及されている。そして、こうした「正義」の規定は、「他の多くの人からも聞いてきたし、自分でもしばしば口にしてきたもの」であるとも、述べられている。
したがって、本篇『カルミデス』や『国家』『ティマイオス』などの記述を総合的に勘案すれば、「自分自身のことをする (余分なことをしない) こと」といった表現は、「節制/節度」や「正義」の意味する表現として広く認知/使用されていたこと、また見方を変えれば、それだけ「節制/節度」と「正義」は、近しい一体的/混同的な概念として扱われていたことが分かる。
なお、本篇『カルミデス』においては、この「自分のことだけをする（余分なことはしない）こと」という規定は、「自分一人に関することのみを行うこと」という意地悪な解釈が為された上で、「それでは社会的な営みが成り立たなくなる」と、「節制」の定義としては否定されることになるが、中期対話篇『国家』においては、「(国の守護者を含め) 各人の能力/適性に合った国家的な役割/職業を、着実に実行/遂行すること」、更には「魂の各部分が、分をわきまえつつ (「理知」が支配する形で) 調和し、一人の人間として統合されていること、そしてその状態を維持できるように判断/行動すること」という意味に解釈され、「正義」の定義として了承されている。

## 日本語訳
- 『プラトン全集〈7〉 テアゲス カルミデス ラケス リュシス』 生島幹三、北嶋美雪、山野耕治 訳、岩波書店 1975年、復刊2005年 ISBN 4000904175